# 克洛爾河
51°14′50″N 6°27′33″E / 51.24722°N 6.45917°E

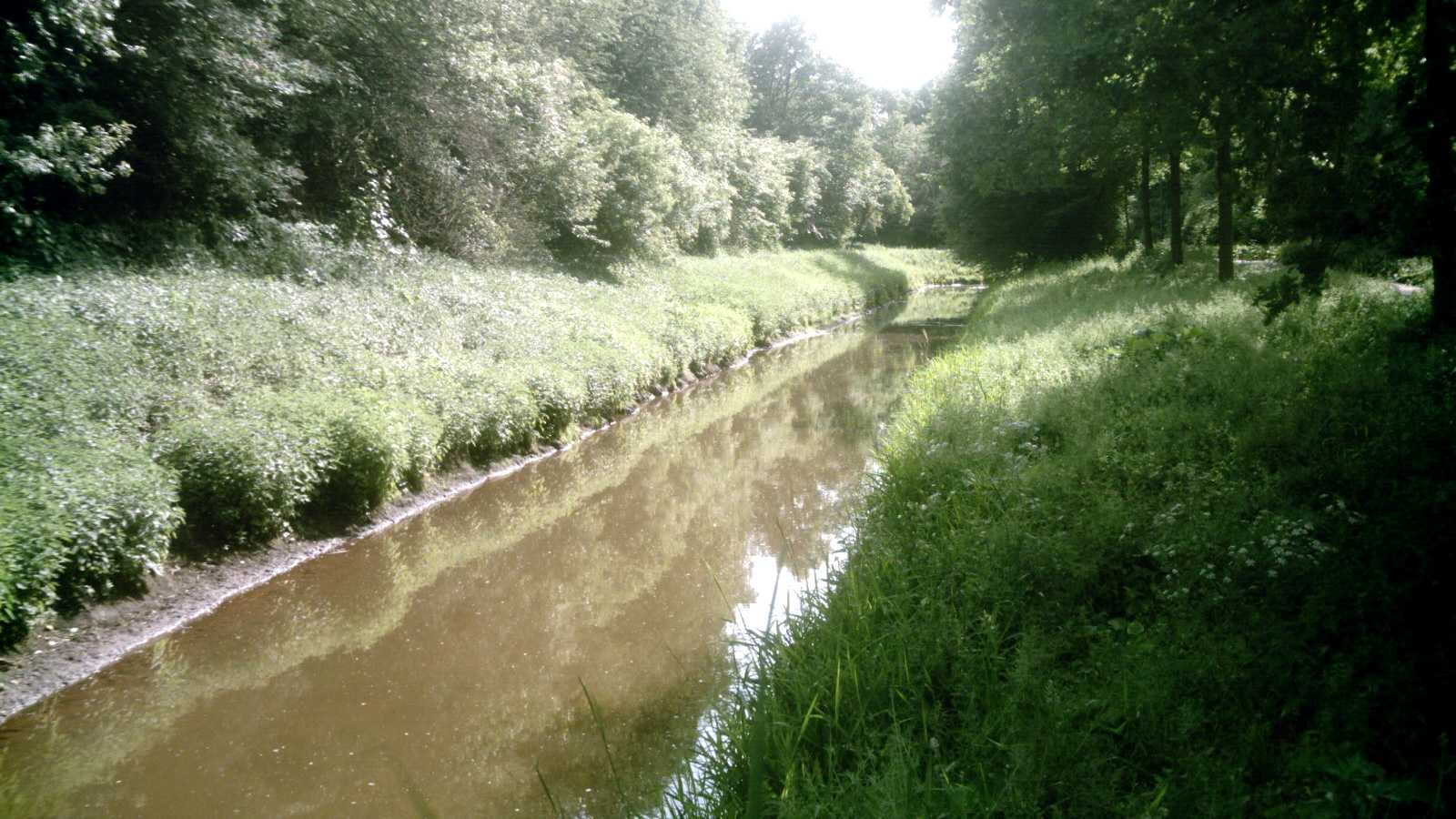

克洛爾河（德語：Cloer），是德國的河流，位於該國西部，流經北萊茵-威斯特法倫州，屬於尼爾斯河的支流，河道全長6.7公里，流域面積10平方公里。